# Itako

Itako (潮来市 Itako-shi?) este un municipiu din Japonia, prefectura Ibaraki.